# Jersey Devil

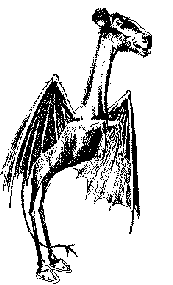
Tekening van de Jersey Devil uit Philadelphia Evening Bulletin, januari 1909

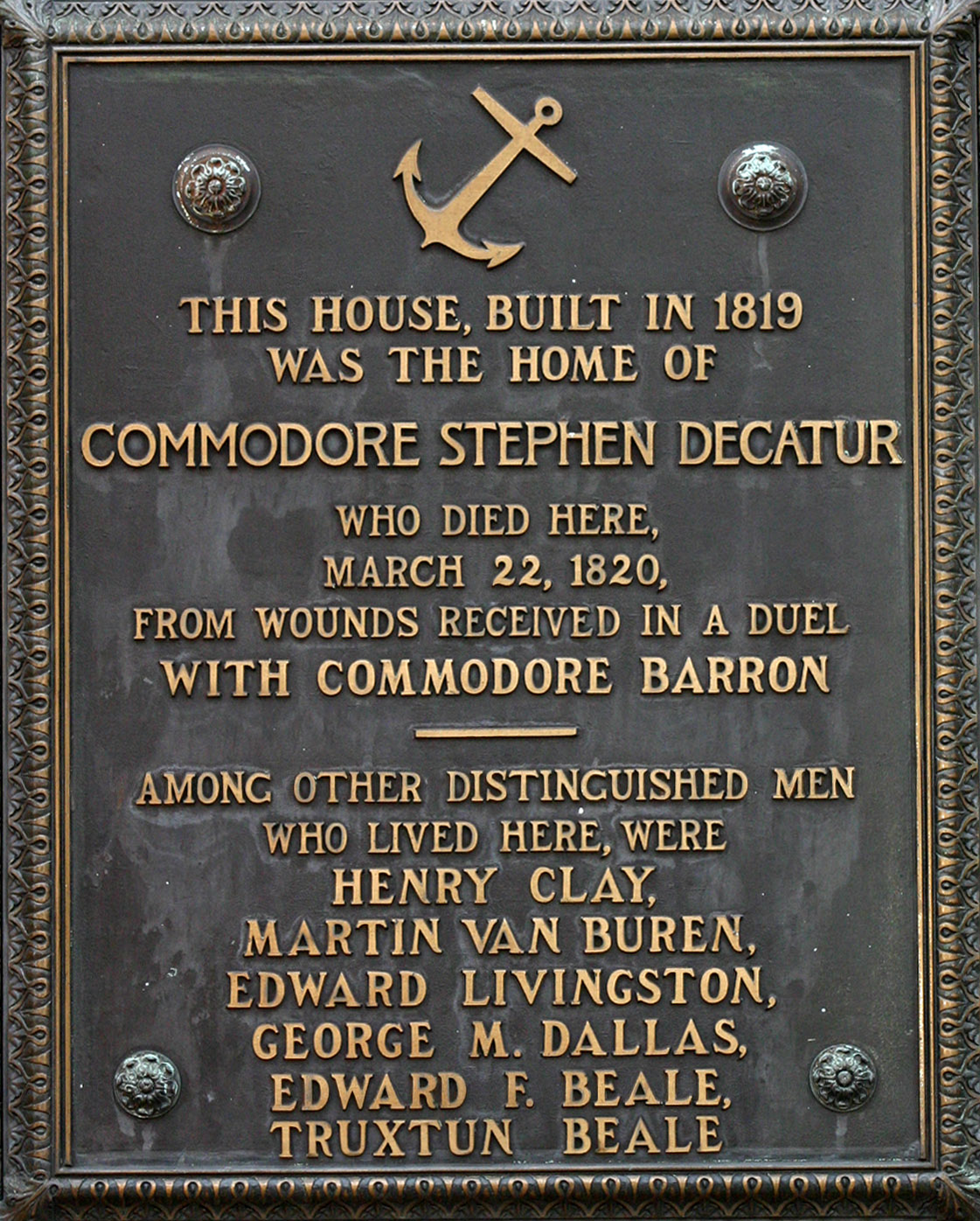
Gedenkplaat voor Commodore Stephen Decatur, die voor gasten op een Jersey Devil heeft geschoten

De Jersey Devil was een mythisch wezen dat zich op zou houden in de Pine Barrens, een bosrijk gebied ten zuiden van de staat New Jersey. De omschrijving duidt op een schaapachtig wezen met vleugels en hoeven.
Het plaatselijk gelegen NHL ijshockey team New Jersey Devils heeft hun naam geïnspireerd op deze legende.

## Legende
De legende speelt zich af in de late 19e eeuw. Mevrouw Leeds was in verwachting van haar dertiende kind, en tijdens de bevalling riep ze van de pijn: Ik ben kinderen krijgen beu, laat de duivel deze maar nemen.
Op dat moment verandert het net geboren kind in een schepsel dat de kamer door en via de schoorsteen naar buiten vliegt.
Er zijn meerder varianten van dit Jersey Devil-verhaal.
Mevrouw Leeds zou bijvoorbeeld een heks geweest zijn die het gedrocht verborgen hield in de kelder.
Er wordt ook melding gemaakt dat het wezen in een soort plant leefde (genaamd Agent Orange), waarvan het bestaan nog niet zeker is, dicht bij de plaats Chatsworth.

## Verschijningen
- in 1840 denkt men dat de Jersey Devil veel vee in de omgeving steelt en op eet.
- in 1841 worden er sporen gevonden, met hoefafdrukken.
- in 1859 wordt de Jersey Devil gesignaleerd in Haddonfield, Bridgeton.

De broer van Napoleon, Joseph Bonaparte was een keer in het gebied voor een jachtsessie nabij Bordertown en beweerde het wezen gezien te hebben. Er zou nog op geschoten zijn door een van zijn metgezelen.

## Beschrijvingen
Op 16 januari 1909 wordt door ene E. Minster uit Delaware melding gemaakt van een vliegend schepsel dat in eerste instantie op een kraanvogel leek, maar de vormen had van een vuurvlieg. Nadat het wezen dichter bij kwam zag de man dat het de hoofd had van een ram met hoorns, pootjes met hoeven een korte en een lange poot.

## In literatuur
- The Jersey Devil, by James F. McCloy and Ray Miller, JR Middle Atlantic Press. ISBN 0-912608-11-0
- The Domestic Life of the Jersey Devil, or BeBops miscellany by Bill Sprouse, Oyster Eye Publishing (2013). ISBN 978-0-9899522-0-0